# Албрехт II фон Ерлингхайм
Албрехт II фон Ерлингхайм (на немски: Albrecht II von Erligheim; † 1287) е германски благородник от род Ерлингхайм в Пфалц.
Той е син на Албрехт I фон Ерлингхайм († сл. 1257). Родът е в тясна връзка с женския бенедиктински манастир Нойбург при Хайделберг. Фамилията фон Ерлингхайм измира през 16 век.

## Деца
Албрехт II фон Ерлингхайм има два сина:
- Хайнрих I фон Ерлингхайм († сл. 1316); баща на:
  - Маргарета фон Ерлингхайм († 1349), омъжена за Дитер I фон Щайнах († сл. 1335), син на Улрих IV фон Щайнах († пр. 1314)
- Албрехт III фон Ерлингхайм († сл. 1300); баща на:
  - Албрехт IV фон Ерлингхайм († сл. 1340); баща на:
    - Хайнрих 'Велики' фон Ерлингхайм († 1370), женен за Кунигунда Кемерер фон Вормс († 1363), дъщеря на Йохан Кемерер фон Вормс († 1371) и Ютта фон Раненберг; родители на:
      - Кунигунда фон Ерлингхайм, омъжена за Там/Даем Кнебел фон Катценелнбоген († 1410), син на Герард Кнебел фон Катценелнбоген (* ок. 1315) и Елизабет фон Шарпенщайн (* ок. 1318)
      - Ирмел фон Ерлингхайм, омъжена за Рудолф III фон Праунхайм-Заксенхаузен, майор на Франкфурт († 1413)